# Île Forana
L'île Forana, en langue corse isula Forana, est un îlot inhabité de l'archipel des Cerbicale en Corse-du-Sud. 
Elle fait partie de la Réserve naturelle des îles Cerbicale. 